# Renault Novaquatre
La Novaquatre è un'autovettura di fascia media e fascia alta, a seconda delle versioni, prodotta tra il 1938 e il 1939 dalla Casa francese Renault.

## Profilo
La Novaquatre nacque inizialmente per proporsi come alternativa alla Primaquatre, in procinto di essere tolta di produzione. Praticamente la Novaquatre, prodotta nella sola serie contraddistinta dalla sigla di progetto BDJ1, era una vettura che montava il motore della Primaquatre utilizzando telaio e carrozzeria delle ultime Celtaquatre. Al momento del suo debutto, la Novaquatre voleva proporsi come variante lussuosa della Primaquatre, ma dopo l'uscita di scena di quest'ultima, avrebbe dovuto prenderne di fatto il posto, fatto non avvenuto per via dello scoppio della Seconda guerra mondiale. Inizialmente, quindi, la Novaquatre montava un 4 cilindri da 2383 cm³. Quando poi nel 1938 anche la Celtaquatre uscì di produzione, la Novaquatre fu proposta anche con motore da 1463 cm³, lo stesso della Celtaquatre. Come si è accennato, lo scoppio della grande guerra che avrebbe insanguinato mezzo mondo fece da ostacolo insormontabile per il prosieguo della produzione della Novaquatre, la quale venne tolta tempestivamente di produzione nel 1939.